# Sonate pour alto et piano de Higdon
Pour les articles homonymes, voir Sonate pour alto et piano.
La Sonate pour alto et piano est une œuvre de musique de chambre de la compositrice américaine Jennifer Higdon écrite en 1990.

## Contexte et création
Jennifer Higdon compose sa sonate pour alto et piano en 1990, après être entrée en classe de composition.

## Structure
L'œuvre se compose de deux mouvements :
1. Calmly
2. Declamatory

## Analyse
L'œuvre explore le jeu instrumental de l'alto, dans un dialogue avec le piano. La compositrice a alors en tête la sonate pour alto et piano de Hindemith ainsi que celle de Rebecca Clarke, tout en étant influencée par la musique pour flûte, notamment la Sonate pour flûte de Sergueï Prokofiev et le Duo d'Aaron Copland.